# Jun Hyo-seong
Jun Hyo-seong (hangul: 전효성), även känd under artistnamnet Hyosung eller Hyoseong, född 13 oktober 1989 i Cheongju, är en sydkoreansk sångerska och skådespelare.
Hon har varit medlem i den sydkoreanska tjejgruppen Secret sedan gruppen debuterade 2009. Hyosung gjorde solodebut med singelalbumet Top Secret den 12 maj 2014. Som skådespelare har hon medverkat i ett flertal TV-draman.

## Diskografi

### Album
| Albuminformation                               | Topplacering          |
| Albuminformation                               | Sydkorea (Gaon Chart) |
| ---------------------------------------------- | --------------------- |
| Top Secret (Singelalbum) - Släppt: 12 maj 2014 | 2                     |
| Fantasia (EP-skiva) - Släppt: 7 maj 2015       | 4                     |
| Colored (EP-skiva) - Släppt: 28 mars 2016      | 7                     |

### Singlar
| År   | Titel             | Topplacering          |
| År   | Titel             | Sydkorea (Gaon Chart) |
| ---- | ----------------- | --------------------- |
| 2014 | "Good-night Kiss" | 9                     |
| 2015 | "Into You"        | 22                    |
| 2016 | "Find Me"         | 75                    |

### Soundtrack
| År   | Titel       | Topplacering          | Drama/Film  |
| År   | Titel       | Sydkorea (Gaon Chart) | Drama/Film  |
| ---- | ----------- | --------------------- | ----------- |
| 2017 | "Dangerous" | —                     | Ms. Perfect |

## Filmografi

### TV-drama
| År   | Titel                           | Kanal | Roll                 |
| ---- | ------------------------------- | ----- | -------------------- |
| 2012 | Salamander Guru and The Shadows | SBS   | Soo-yeon (cameoroll) |
| 2014 | Cheo Yong                       | OCN   | Han Na-young         |
| 2014 | My Dear Cat                     | KBS1  | Han Soo-ri           |
| 2015 | Cheo Yong 2                     | OCN   | Han Na-young         |
| 2016 | Wanted                          | SBS   | Park Bo-yeon         |
| 2017 | Introvert Boss                  | tvN   | Kim Gyori            |